# ایرنا مالکویچ
ایرنا مالکویچ (لهستانی: Irena Malkiewicz؛ ‏ ۱۵ سپتامبر ۱۹۱۱ – ۲۳ ژانویهٔ ۲۰۰۴) بازیگر اهل لهستان بود.
از فیلم‌ها یا برنامه‌های تلویزیونی که وی در آن نقش داشته‌است، می‌توان به قلب مادر، هر کجا که باشی، سرنشین و لوتنا اشاره کرد.